# Marc Raibert
Marc Raibert (22 de dezembro de 1949) um professor de engenharia elétrica e informática no MIT e membro do Laboratório de Inteligência Artificial de 1986 a 1995 que fundou a Boston Dynamics em 1992.
A pesquisa de Raibert é dedicada ao estudo de sistemas que se movem dinamicamente, incluindo robôs físicos e criaturas animadas. O laboratório da Raibert no MIT, o Leg Lab, é conhecido pelo seu trabalho em sistemas que se movem dinamicamente, incluindo robôs com pernas, mecanismos simulados e figuras animadas. O Leg Lab criou uma série de robôs de laboratório, incluindo guinchos de uma perna, corredores bípedes, um quadrúpede e dois robôs semelhantes a um canguru. Tomados coletivamente, esses robôs viajam por caminhos simples, equilibram-se ativamente, escalam uma escada simples, correm rapidamente (13,1 mph), correm com várias marchas e realizam manobras de ginástica rudimentares.